# PHOIBLE
PHOIBLE (abréviation de « Phonetics Information Base and Lexicon », en français « base d'information phonétique et lexique ») est une base de données linguistique accessible sur son site web et compilant les inventaires phonologiques de documents primaires et de bases de données tertiaires en un seul échantillon facilement consultable. La version 2.0 de 2019 comprend 3 020 inventaires qui contiennent 3 183 types de segments trouvés dans 2 186 langues distinctes. Elle est dirigée par Steven Moran, professeur assistant à l'Institut de biologie de l'université de Neuchâtel et Daniel McCloy, chercheur à l'Institut pour l'apprentissage et les sciences du cerveau de l'université de Washington.

## Principes de PHOIBLE
PHOIBLE tente d'être fidèle à la description des langues dans les documents servant de sources (souvent appelé « doculects ») et de coder toutes les données de caractères dans une représentation cohérente en API Unicode.
Ses données sont publiées sous la licence Creative Commons « Attribution, partage dans les mêmes conditions 3.0 » (CC BY-SA 3.0).

## Organisation de la base de données

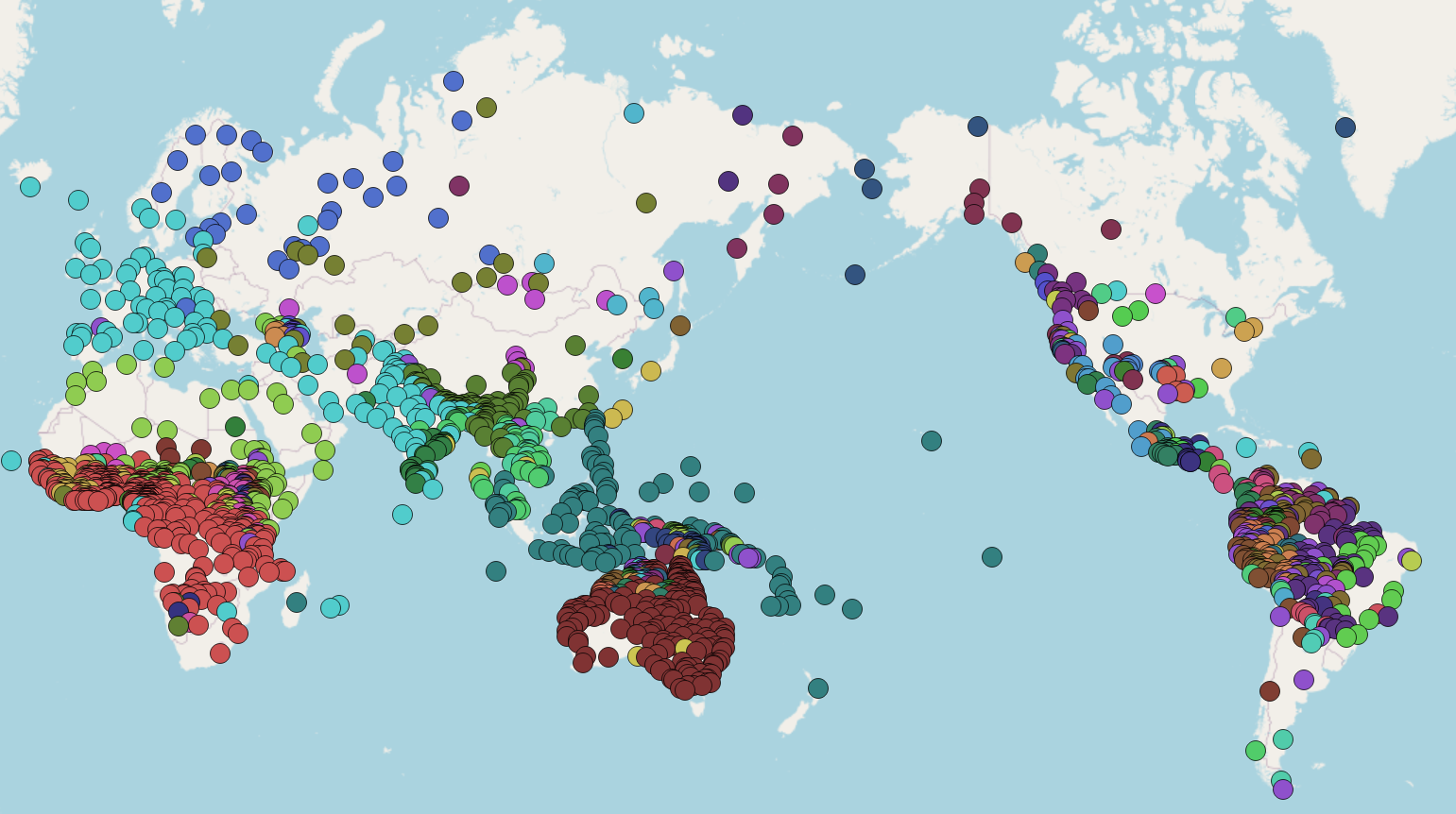
Carte des langues répertoriées sur PHOIBLE 2.0.

Le site web est très similaire à ceux de Glottolog, du WALS et de l'APiCS.
Depuis la sortie de PHOIBLE 2.0 en 2019, les données proviennent de la base de données Cross-Linguistic Data Formats (CLDF) du projet Cross-Linguistic Linked Data (en) (CLLD).
Les langues sont classées par famille, coordonnées géographiques et régions du monde (Afrique, Amérique du Nord et du Sud, Australie, Eurasie et Papouasie).
Les pages individuelles des langues comprennent des informations géographiques provenant de Glottolog, avec un lien vers son site portant le glottocode de la langue, et un autre avec le code ISO 639-3 pointant vers celui de la SIL. Elles comportent également des liens vers un ou plusieurs inventaires de phonèmes, avec les notices bibliographiques associées pour chaque source. Les entrées multiples étant basées sur des sources distinctes qui sont en désaccord sur le nombre et/ou l'identité des phonèmes de la langue.
En plus des inventaires de phonèmes, PHOIBLE inclut des données de caractéristiques distinctives pour chaque phonème dans chaque langue. Ce système est plus ou moins basé sur le système de Hayes paru dans Introductory Phonology (« Introduction à la phonologie »), avec quelques ajouts tirés du papier de Moisik et Esling The 'whole larynx' approach to laryngeal features (« L'approche « larynx entier » des caractéristiques laryngées »), mais peut être amené à changer au fur et à mesure que de nouvelles langues sont ajoutées.
Une grande partie de PHOIBLE provient de l'UCLA Phonological Segment Inventory Database (en) (base de données d'inventaires de segments phonologiques de l'université de Californie à Los Angeles), dont l'auteur, Ian Maddieson, est un contributeur au chapitre sur la phonologie dans le WALS